# Yaxi Shuiku
Yaxi Shuiku (kinesiska: 雅溪水库) är en reservoar i Kina. Den ligger i provinsen Zhejiang, i den östra delen av landet, omkring 180 kilometer söder om provinshuvudstaden Hangzhou. Yaxi Shuiku ligger 246 meter över havet. I omgivningarna runt Yaxi Shuiku växer i huvudsak blandskog.
Genomsnittlig årsnederbörd är 2 256 millimeter. Den regnigaste månaden är juni, med i genomsnitt 468 mm nederbörd, och den torraste är oktober, med 60 mm nederbörd.